# Cavalo de Leonardo

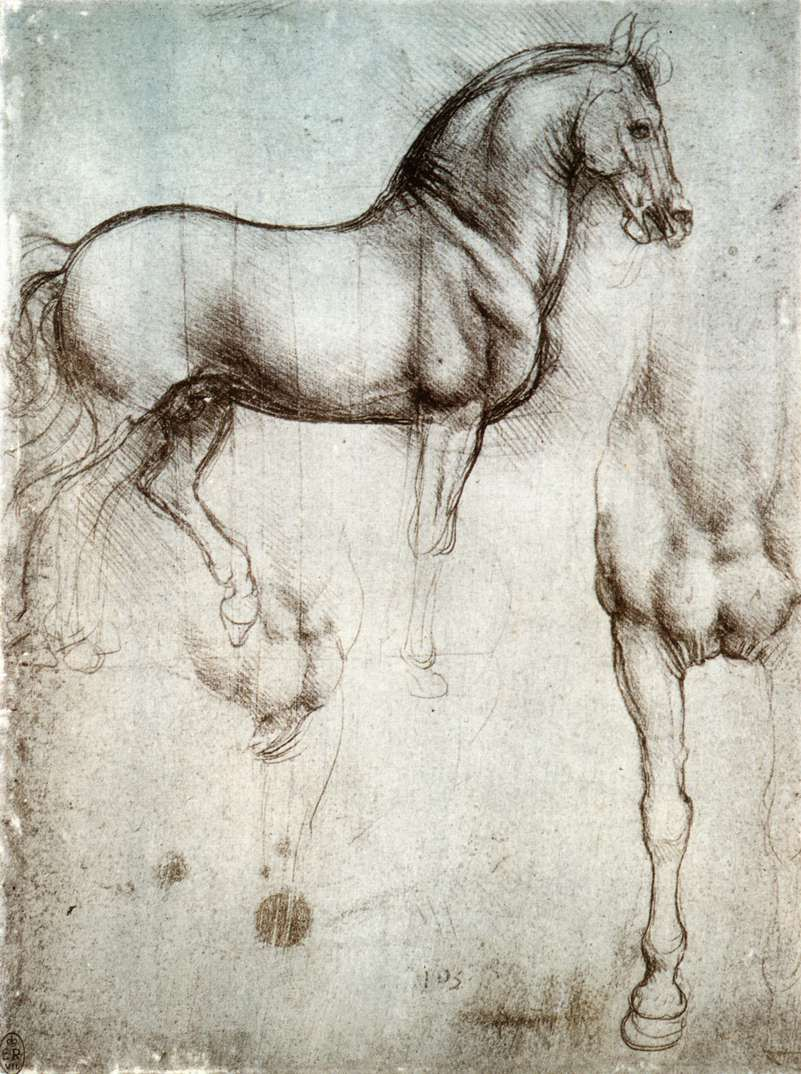
Estudo de Leonardo da Vinci em ponta de prata para O Cavalo, c. 1488

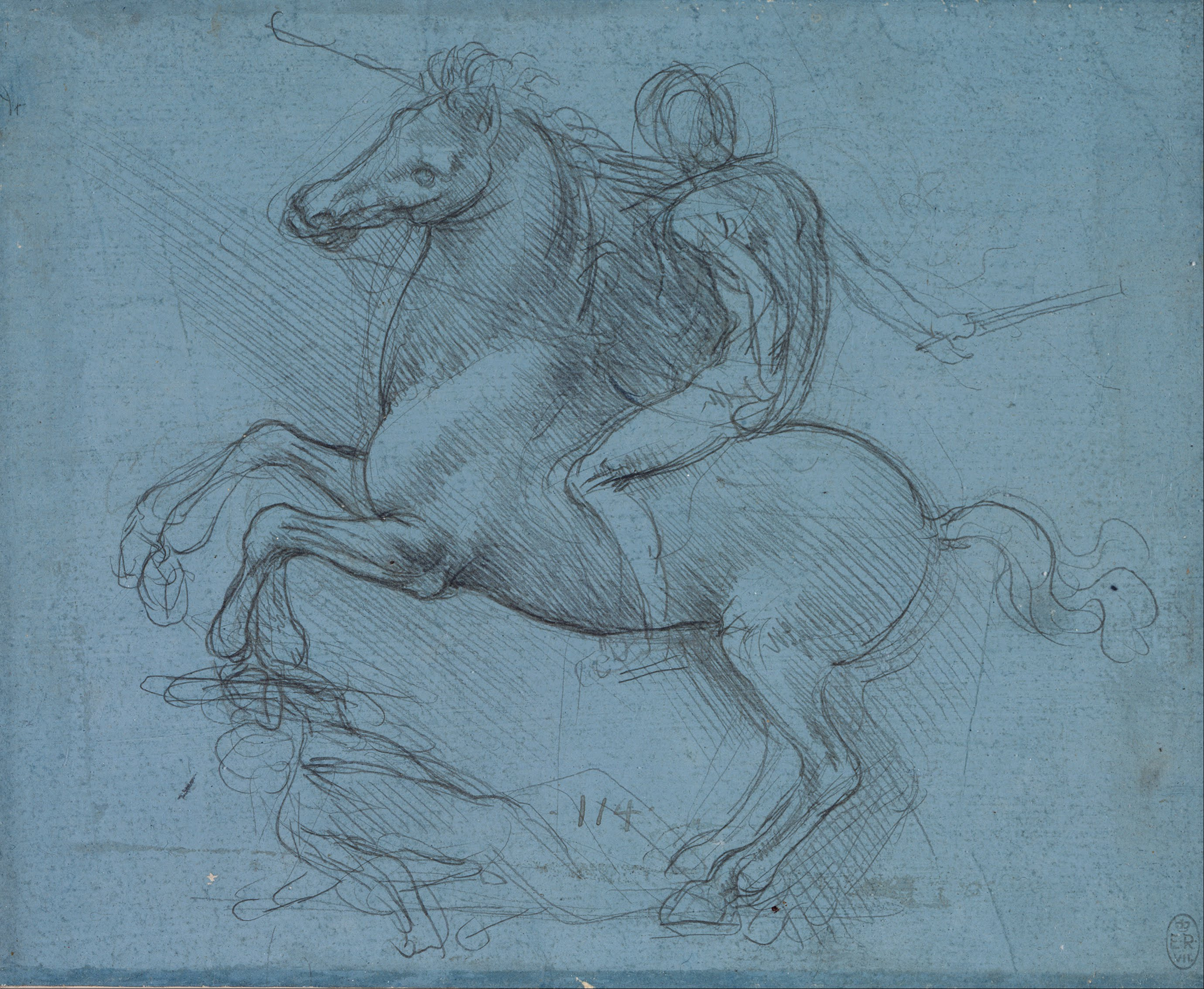
Estudo em ponta de prata para o monumento (desenho abandonado), c. 1490

O Cavalo de Leonardo (também conhecido como Cavalo Sforza ou Gran Cavallo ("Grande Cavalo")) é um projeto para uma escultura de bronze encomendada a Leonardo da Vinci em 1482 pelo duque de Milão, Ludovico il Moro, mas nunca foi concluída. Pretendia ser a maior estátua equestre do mundo, um monumento ao pai do duque, Francesco Sforza. Leonardo fez um extenso trabalho preparatório, mas produziu apenas um grande modelo de argila, que mais tarde foi destruído.
Cerca de cinco séculos depois, os desenhos remanescentes de Leonardo foram usados como base para esculturas destinadas a concretizar o projeto.

## História

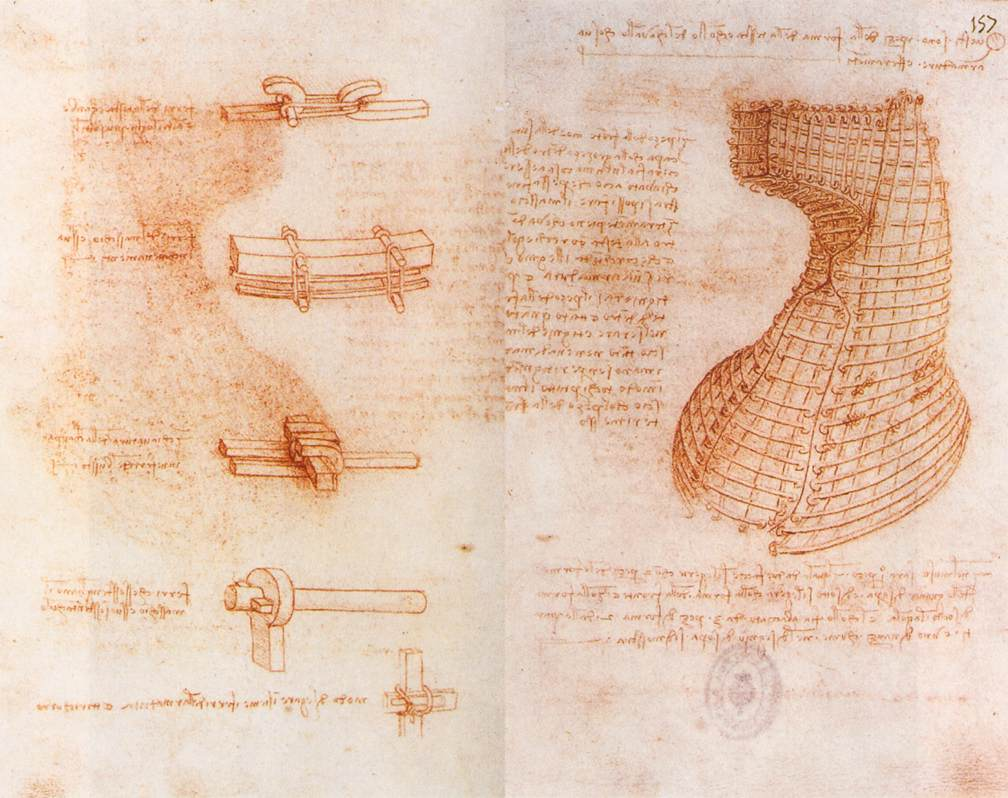
Esboço do molde para a parte da cabeça do cavalo (à direita)

Um monumento equestre foi encomendado a Leonardo da Vinci em 1482 pelo Duque de Milão, Ludovico il Moro. Pretendia ser a maior estátua equestre do mundo, um monumento ao pai do duque, Francesco Sforza. Setenta toneladas de bronze foram recolhidas por Ludovico para a moldagem da estátua, que se aproximava 8 metros de altura, superando os monumentos anteriores de cavalos de Donatello e do antigo mestre de Leonardo, Verrocchio.   Leonardo inicialmente planejou um design mais dinâmico do que os de seus predecessores, inicialmente incluindo um soldado caído para apoiar o cavalo empinado, mas em algum ponto, ele foi com um modelo mais simples, de um cavalo andando. 
Em preparação para o trabalho, Leonardo estudou sobre cavalos e escreveu uma dissertação sobre anatomia equina. Outra dissertação, intitulada Of Weight, incluía planos detalhados para a aparência da estátua,  que teria sido feita em peças ocas separadas e apresentava braçadeiras de ferro para suporte interno.   Em novembro de 1493, um modelo de argila em tamanho real do cavalo (sem seu cavaleiro) foi exibido em um dos casamentos dos Sforzas, resultando em uma fama significativa para Leonardo.  Em uma nota de 20 de dezembro de 1493 de Leonardo, ele declarou que estava pronto para iniciar o processo para o molde, mas em novembro de 1494, Ludovico deu o bronze a seu sogro, Ercole d'Este, para ser usado para forjar canhões para defender a cidade da invasão de Carlos VIII.    O rival de Leonardo, Michelangelo, o encontrou em algum momento em Florença e o insultou, sugerindo que ele era incapaz de realizar o molde. 
O modelo de argila foi usado como alvo de tiro com arco pelos soldados franceses quando invadiram Milão em 1499 no início da Segunda Guerra Italiana ; depois foi destruída por inúmeros ciclos de chuvas e geadas.  Em 1511, Leonardo desenvolveu uma estátua equestre como um túmulo para Gian Giacomo Trivulzio, na qual ele novamente projetou uma pose empinada e uma vítima de apoio - mas isso nunca foi modelado devido a uma união de forças suíças, espanholas e venezianas que expulsaram os franceses de Milão. 

## Influência e versões modernas
Em 1640, Pietro Tacca construiu o primeiro monumento equestre com um cavalo empinado (de pé por si só, não preso a nenhum suporte) e o rei Filipe IV da Espanha, para o qual Galileo Galilei ajudou a calcular soluções gravitacionais - semelhantes às de Leonardo - para lidar com seu peso deslocado. O Cavaleiro de Bronze de Étienne Maurice Falconet realizou um feito semelhante, embora tampouco alcançou a escala física do projeto de Leonardo. 
Cerca de cinco séculos após o fracasso do projeto original, os materiais de design remanescente de Leonardo foram usados como base para esculturas destinadas a concretizar o projeto.

### O cavalo
Charles C. Dent, um artista amador e entusiasta da aviação desde a juventude, esforçou-se para se tornar um piloto pioneiro da United Airlines por profissão, bem como um devotado colecionador de arte. Em 1977, ele leu na edição de setembro da National Geographic o artigo sobre a história do cavalo e da estátua de Leonardo. Dent então iniciou um projeto para recriar a escultura inacabada em sua cidade natal, Allentown, Pensilvânia, e fundou a organização sem fins lucrativos Leonardo da Vinci's Horse, Inc. (LDVHI) para apoiar o projeto. Seus esforços para arrecadar fundos para o projeto, a fim de expandir a organização, provaram ser uma tarefa difícil, levando mais de 15 anos
O custo projetado de Dent para o cavalo chegou a quase US$ 2,5 milhão. Ele construiu um estúdio/oficina em Allentown, do qual ele pessoalmente começou a conceituar a recriação e modelagem inicial da escultura. Em 1988, ele contratou o escultor/pintor Garth Herrick para começar a trabalhar meio período na escultura. Quando Charles Dent morreu da doença de Lou Gehrig em 25 de dezembro de 1994, ele deixou sua coleção de arte particular para a LDVHI, cuja venda rendeu mais de US$ 1 milhões para o fundo. O Conselho da LDVHI cumpriu sua promessa a Dent de completar o objetivo de Dent.
Em 1997, a Tallix Art Foundry, em Beacon, Nova York, a empresa contratada pela LDVHI para construir o cavalo, sugeriu trazer Nina Akamu, uma experiente escultora de animais, a bordo para melhorar o cavalo Dent-Herrick. Depois de vários meses, Nina Akamu determinou que o modelo original não poderia ser recuperado e concluiu que uma nova escultura precisava ser feita.

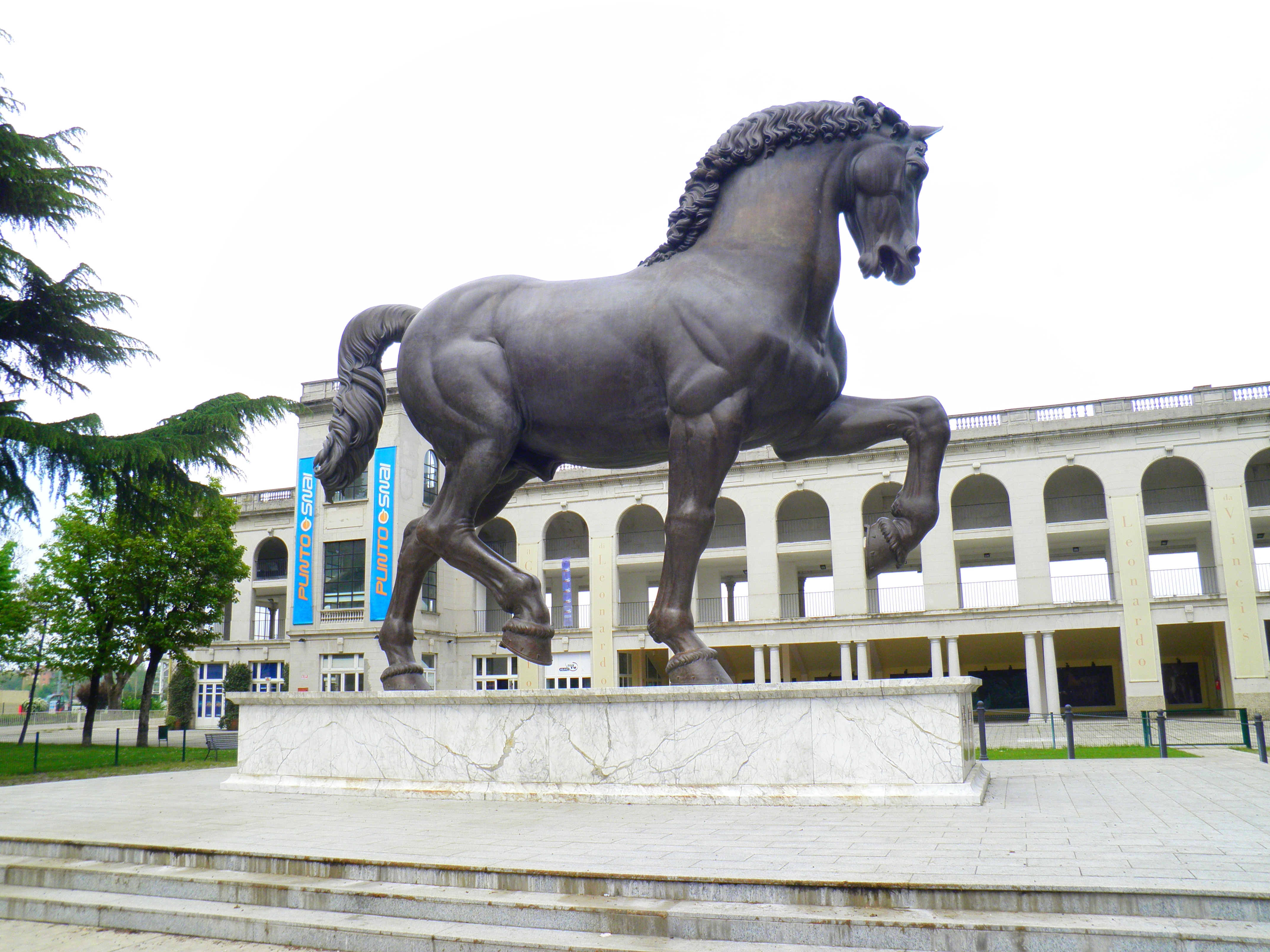
Cavalo de Leonardo em Milão

Leonardo havia feito vários pequenos esboços de cavalos para ajudar a ilustrar suas anotações sobre os complexos procedimentos de moldagem e fundição da escultura. Mas suas anotações estavam longe de ser sistemáticas, e nenhum dos esboços aponta para a posição final do cavalo, sem nenhum desenho definitivo da estátua. Akamu pesquisou várias fontes de informação para obter informações sobre as intenções do escultor original. Ela estudou tanto as anotações e desenhos do cavalo de Leonardo quanto os de outros projetos nos quais ele estava trabalhando. Ela revisou suas ideias sobre anatomia, pintura, escultura e fenômenos naturais. Sua pesquisa se expandiu para incluir os professores que influenciaram Leonardo. Akamu também estudou raças de cavalos ibéricos, como o Andulasian, que foram favorecidos pelos estábulos Sforza no final do século XV.
No Hipódromo de San Siro em Milão, foi apresentado em 10 de setembro de 1999 um molde em tamanho real do projeto de Akamu, chamado "O Cavalo". Foram feitos dois moldes em tamanho real para a produção da escultura de 24 ft (7.3 m).
O Da Vinci Science Center em Allentown, Pensilvânia, detém os direitos do Cavalo de Leonardo da Vinci como resultado de sua fusão em 2003 com a LDVHI.
Versões adicionais de O Cavalo de diferentes tamanhos são exibidas nos Estados Unidos e na Itália.

### Cavalo Leonardo da Vinci, Inc.
Charles C. Dent fundou a Leonardo da Vinci Horse, Inc. (LDVHI) em 1982 como uma organização 501(c)(3) sem fins lucrativos no estado da Pensilvânia. Sua missão era “criar um cavalo de estilo renascentista de bronze dourado de 24 pés (7 metros) no espírito de Leonardo da Vinci e apresentá-lo à Itália como um presente do povo americano”.
O conselho de trabalho orientou a administração, captação de recursos, publicações, publicidade e relações-públicas; parcerias e contratos jurídicos; A seleção de Nina Akamu como escultora para o modelo mestre final; negociações com funcionários públicos, corporativos e culturais dos EUA e da Itália; e arranjos para as cerimônias de instalação e inauguração do Cavalo. O Conselho foi reestruturado em 2000 e anunciou em 2003 a fusão da LDVHI com o Discovery Center of Science and Technology para se tornar o Leonardo da Vinci Science Center*. Três curadores da LDVHI se juntaram ao Discovery Center Board.
Diretoria original: Roger Enloe (presidente e presidente), Milan J. Kralik, Jr. (redator do projeto), Rod Skidmore (vice-presidente), Diane Skidmore (secretária/tesoureira); 1995 - Peter C. Dent (Asst. Secretária/Ass. Tesoureiro) e Richard P. Munger. Equipe e consultores: Barbara Tripp Strohl, (Gerente de Negócios e Editora Scribe (1988)); Daniel J. Strohl, (Consultor Técnico); Nancy Mohr, (Consultora Chefe de Captação de Recursos/Assistente Especial do Presidente (1997)); John Sheppard (1999) e Bernadette Sterling (1999).
2000- Equipe e Conselho Reestruturados: Peter C. Dent (Presidente e CEO); Cynthia Farris; Milan J. Kralik, Jr.; Mário Galante; Jeffrey Matzkin; Larry Miley; Edith Ritter; Martha (Missie) Saxton (presidente)
Curadores Eméritos: Roger Enloe, Richard P. Munger; Diane Skidmore; Rod Skidmore.

### O Cavalo Americano

O Cavalo Americano no Parque de esculturas e jardins Frederik Meijer em Grand Rapids, Michigan.

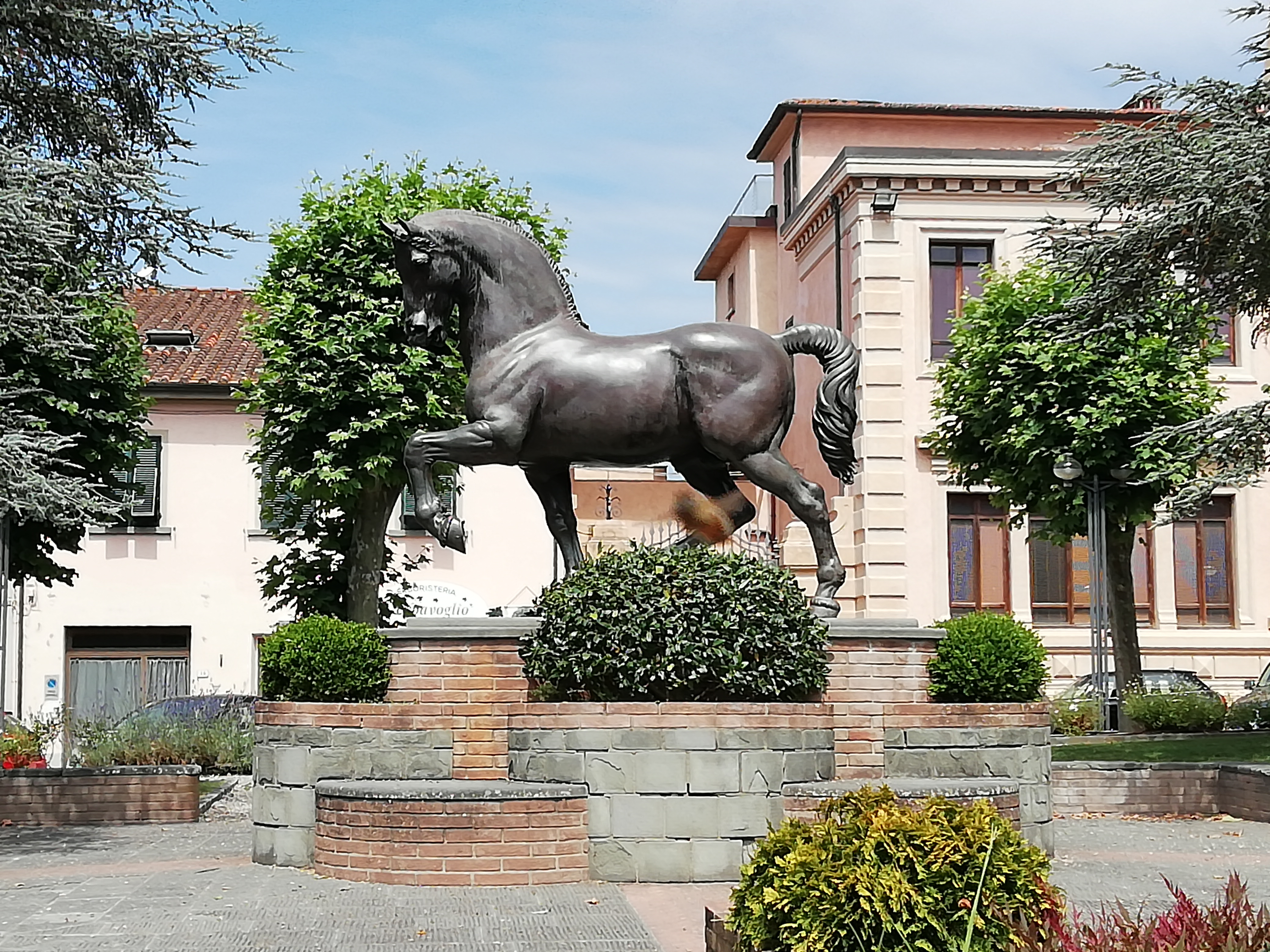
Uma cópia do Cavalo em Vinci

O segundo molde em tamanho real do design de Nina Akamu ficou conhecido como The American Horse, que foi encomendado pelo filantropo Frederik Meijer e foi colocado no Frederik Meijer Gardens and Sculpture Park, um jardim botânico e parque de esculturas em Grand Rapids, Michigan, em 7 de outubro, 1999.

### O Cavalo Vinci
No Jardim Memorial Charles C. Dent na Baum School of Art, onde foi dedicado em 4 de outubro de 2002.Uma versão de 2,5 metros (8,2 pés) em bronze da escultura fica no local de nascimento de Leonardo, Vinci, Itália, onde foi inaugurado em 17 de novembro de 2001. Possibilitado com doações de vários benfeitores, incluindo Peter F. Secchia, o ex-embaixador dos Estados Unidos na Itália, e sua esposa, Joan, o Cavalo Vinci inspirou uma relação de cidade irmã entre Vinci, Itália, e Allentown, Pensilvânia. Uma praça em Vinci, Itália, também foi nomeado em memória de Charles C. Dent.

### O Cavalo da Escola Baum
Uma réplica de 3,6 m (12 pés) foi colocada na cidade natal de Charles C. Dent, Allentown, pensilvania, no Jardim Memorial Charles C. Dent na Baum School of Art, onde foi dedicado em 4 de outubro de 2002.

### O Cavalo do Centro de Ciências Da Vinci
O Da Vinci Science Center – a organização formada pela fusão da LDVHI e o que era então conhecido como Discovery Center of Science and Technology – exibe em seu saguão principal uma réplica do Cavalo (1 m), inaugurado quando o centro de ciências inaugurou sua localização atual em 30 de outubro de 2005. A escultura do Da Vinci Science Center também apareceu no Discovery Times Square na Cidade de Nova York, Nova York, e no The Franklin Institute na Filadélfia, Pensilvânia.

### O Cavalo Wyoming
Uma réplica de O Cavalo com 2,5 metros de altura foi colocada em Sheridan, Wyoming, onde foi inaugurada em 20 de agosto de 2014. O Cavalo Wyoming foi encomendado pela Wyoming Community Foundation em nome do Comitê de Artes Sheridan como parte do compromisso da cidade com as artes. Os patrocinadores do Cavalo Wyoming foram Sheridan Media, Frackelton's Restaurant; A Phoenix Limited Partnership; a Sheridan Johnson Community Foundation; a Fundação Comunitária de Wyoming; e Kim e Mary Kay Love.

### Interpretações adicionais
Outra recriação de 24 pés de altura (7,3 m) do cavalo Sforza, com base em diferentes interpretações de design, foi fabricado pela Opera Laboratori Fiorentini Sp A., em colaboração com o Polo Museale Fiorentino e o Instituto e Museu de História da Ciência de Florença, Itália. É feito de estrutura de aço com fibra de vidro revestida com resina especial, para parecer bronze. É feito de seis peças e pode ser transportado e remontado. Esteve em exibição em vários locais durante exposições sobre Leonardo. Alguns dos locais foram;
1. "The Mind of Leonardo" no Museu de Arte Moderna, Debrecen, Hungria. (16 de agosto a 2 de dezembro de 2007).
2. "Leonardo: 500 Years into the Future" no Tech Museum, San Jose, EUA (27 de setembro de 2008 a 25 de janeiro de 2009)
3. "The Mind of Leonardo" no Palazzo Venezia, Roma, Itália (1 de maio a 30 de agosto de 2009)
4. "Leonardo da Vinci – Hand of the Genius" Sifly Piazza no High Museum of Art em Atlanta, Geórgia,[25] (6 de outubro de 2009 a 6 de fevereiro de 2010).